# Europese Culturele Stichting
De Europese Culturele Stichting (ECF, European Cultural Foundation / Foundation Européenne de la Culture) is een onafhankelijke culturele instelling en filantropische organisatie die sinds 1954 in heel Europa actief is. De stichting is gevestigd in Amsterdam en heeft als doel het ondersteunen en bevorderen van grensoverschrijdende culturele activiteiten in Europa die een bijdrage leveren aan een open, inclusieve en democratische samenleving. Ze doet dit door het geven van subsidies, het uitvoeren van programma’s, het ondersteunen van netwerken, door onderzoek, en via een actieve lobby voor een effectief en goed gefinancierd Europees cultuurbeleid. 
Tussen 2008 en 2018 reikte de ECF de ECF Princess Margriet Award for Culture uit aan culturele makers die op Europees met hun werk bijdroegen aan de missie van ECF.

## Geschiedenis

### Jaren 50
De stichting is in 1954 in Genève opgericht door de Zwitserse filosoof Denis de Rougemont en de rector van het in België gevestigde Europacollege Hendrik Brugmans, onder het beschermheerschap van de Franse minister Robert Schuman. In deze tijd van naoorlogse verzoening, wilden zij, naast de economische en politieke toekomst van de Europese landen, ook de onderlinge culturele samenhang verstevigen en aanmoedigen.
De eerste voorzitter was Robert Schuman, een van de grondleggers van de Europese Economische Gemeenschap. Hij werd na korte tijd opgevolgd door prins Bernhard van Nederland die voorstelde dat een percentage van de inkomsten van het Prins Bernhard Cultuurfonds bestemd zou zijn voor Europese projecten die gecoördineerd zouden worden door de stichting en door hemzelf. In 1958 werd de jaarlijkse Erasmusprijs opgezet. In 1960 verhuisde de stichting naar Amsterdam. De stichting ontwikkelde een Europees subsidieprogramma, gebaseerd op het idee van het verbinden van cultuur met educatie, sociale wetenschappen en geschiedenis.

### Jaren 60 en 70

#### Vijfdaagse conferentie voor studenten - De Europese Ontmoeting 1961
In september 1961 organiseerde de Foundation in de Franse universiteitsstad Toulouse een vijfdaagse conferentie, waar 400 studenten uit Europa discussieerden over de manier waarop  de Europese maatschappij zich volgens hen zou moeten ontwikkelen, de "Europese Ontmoeting 1961". Prinses Beatrix nam deel aan de laatste dag en hield ter afsluiting haar eerste belangrijke rede: "Onze generatie en haar verantwoordelijkheden". De lezing was een Cri de Coeur van de Prinses: wij missen een gemeenschappelijk ideaal, we moeten onze traagheid afschudden, de intellectuele jeugd moet actief worden. In deze geest richtte de prinses enige maanden later de Europese Werkgroep op.

#### Onderzoeksprogramma Plan Europa 2000
Vanaf de jaren 1960 tot aan 1975 was een van de belangrijkste projecten van de stichting een internationaal onderzoeksprogramma, genaamd Plan Europa 2000. Dit programma onderzocht de mogelijke richting van onderwijs, industrie, en het stedelijk- en plattelandsleven in Europa. Het leidde tot de ontwikkeling van educatieve en culturele instanties, onder andere het European Institute of Education and Social Policy dat onderzoek deed naar studenten en mobiliteit. Dit was van groot belang voor het opzetten van educatieve programma's zoals de Erasmusbeurs.

### Jaren 80 en 90
Vanaf 1980 werd de stichting actiever in Oost-Europa, ze kon zo reageren op de ingrijpende veranderingen die daar plaatsvonden aan het einde van de jaren 80. Een voorbeeld hiervan was de East-West Parliamentary Practice Project, dat de mogelijkheid creëerde om ervaringen uit te wisselen tussen westerse parlementariërs en parlementariërs uit Midden- en Oost-Europa.
De stichting steunde ook de culturele mobiliteit binnen de Europese Unie met een programma dat de voorloper was van het Europese mobiliteitsprogramma STEP. Het programma Art for Social Change richtte zich voornamelijk op Zuid-Oost-Europa en de Baltische regio. Dit programma werd beheerd door de stichting en door het Soros Foundation Network.
Voor de Europese Commissie beheerde de stichting de educatieve programma's 'Erasmus' (1987-1995), 'Eurydice' (1980-2001) en 'Tempus' (1992-1993).

### Eenentwintigste eeuw
Vanaf 2006 werd door de stichting de nadruk sterker gelegd op de culturele diversiteit in kunst en cultuur. Met Narratives for Europe bood ECF een platform aan personen en groepen die met hun verhalen en visies vormgeven aan het Europa van nu en morgen. In het European Neighbourhood programma werden contacten met buurlanden buiten de Europese Unie gestimuleerd. De ECF bood aan haar verbonden gemeenschappen - nog voor de doorbraak van twitter en facebook - digitale platforms om met elkaar in contact te komen onder naam de ECFLabs. Ook deelnemers aan het Connected Action for the Commons programma maakten daar veelvuldig gebruik van.
In 2019 bestond de European Cultural Foundation 65 jaar. In de jubileum uitgave Stories of Europe keken betrokkenen terug op het werk van de stichting. Net als veel andere publicaties van de ECF is deze online beschikbaar.
Na het uitbreken van de Covid'19 pandemie in 2020 richtte de ECF een noodfonds op: Culture for Solidarity Fund. In verschillende subsidie rondes kon steun worden gegeven aan kunstenaars en culturele makers in geheel Europa. Na de Russische inval in Oekraïne werd dit fonds - waaraan ook andere filantropische instellingen bijdragen - een kanaal voor noodhulp en culturele steun aan de Oekraïense cultuursector.

## Activiteiten
De stichting wil via cultuur een bijdrage leveren aan een meer democratisch, inclusiever en cultureel bewust Europa. ECF probeert dit doel oa. te bereiken door het verlenen van subsidies, het uitvoeren van programma's. 
- Het uitreiken van de jaarlijkse Princess Margriet Award for Culture aan culturele changemakers [2008 -2018];[10]
- Het verstrekken van reisbeurzen aan kunstenaars en culturele managers (STEP travel grants, 2003 - 2020);[11]
- Het faciliteren van een uitwisselingsprogramma voor culturele managers (Tandem Cultural Collaboration Programme).[12]
- Het lobbyen voor een krachtig Europees cultuurbeleid, dat het belang van cultuur in de Europese samenleving onderstreept.[13] Bijvoorbeeld met de Cultural Deal for Europe campagne.[14]
- Een artistiek onderzoeksprogramma naar toekomsten van Europa; The European Pavilion.
- Een programma waarin lokale gemeenschappen via hun bibliotheken oplossingen voor problemen die zich overal in Europa voordoen proberen te vinden; The Europe Challenge.
- Verschillende programma's waarmee wordt geprobeerd een Europese publieke ruimte vorm te geven waarin alle Europeanen kunnen meepraten.[15]
- Publicaties.[16]
- Het aanbieden van publieksprogramma's op en vieren van Europa Dag.

### ECF Princess Margriet Award for Culture
Deze prijs werd uitgereikt aan personen of organisaties die op het gebied van cultuur een bijdrage leverden aan een meer open en democratisch Europa. De winnaars werden geselecteerd door een internationale jury van deskundigen. Laureaten ontvingen een geldprijs van EUR 25.000 en een door een kunstenaar ontworpen onderscheiding. Ze verkregen hierdoor internationale erkenning en nieuwe mogelijkheden. De prijs is vernoemd naar prinses Margriet der Nederlanden, voorzitter van de stichting van 1984 tot 2007.

### Vierjarenplan 2017-2020
In 2017 publiceerde de stichting een nieuw vierjarenplan  met als overkoepelend thema Connected Action for Europe: Culture for Change (2017-2020). De doelen van dat plan waren:
- Versterking van de samenleving en van burgerinitiatieven die onze democratieën nieuw leven inblazen, gebaseerd op de waarden van insluiting en solidariteit.
- Ondersteunen en communiceren van best practices die de publieke opinie inspireren, uitdagen tot het overwinnen van vooroordelen of concrete alternatieve oplossingen bieden.
- Bepleiten van concrete beleidsvoorstellen die cultuur erkennen als een instrument om de samenleving te betrekken in beleidsvorming en besluitvormingsprocessen op lokaal en Europees niveau.
- Reflecteren op diversiteit van mensen en gemeenschappen in alle werkzaamheden van de stichting.

### Strategisch plan 2020 - 2025
In 2020 werd een nieuw meerjaren plan gepresenteerd. Hierin staan drie programmatisch lijnen centraal: Imagine Europe, Experience Europe en Share Europe.

## Voorzitters van de stichting
| Jaar      | Naam                                     |
| --------- | ---------------------------------------- |
| 1954      | Robert Schuman                           |
| 1955-1977 | ZKH Prins Bernhard van Lippe-Biesterfeld |
| 1977-1983 | Ynso Scholten                            |
| 1984-2007 | HKH Prinses Margriet der Nederlanden     |
| 2007-     | HKH Prinses Laurentien der Nederlanden   |